# Arcos del Sitio
L’aqueduc de Xalpa, connu aussi sous le nom Arcos del Sitio ou encore aqueduc de Tepotzotlán, se trouve à 29 km au nord-est de la ville de Tepotzotlán (État de Mexico). L'ouvrage, à l'initiative des Jésuites au début du XVIIe siècle, conduit l'eau du río del Oro jusqu'à l'hacienda de Xalpa. Dirigée essentiellement par le Père Santiago Castaño, la construction fut interrompue en 1767 lors de l'expulsion des jésuites puis terminée en 1854 sous l'impulsion de Don Manuel Romero de Terreros, comte de Regla et propriétaire de l'hacienda.
L'aqueduc comporte un total de 56 arches sur 4 niveaux, est long de 425 mètres. Il est considéré comme l'ouvrage d'architecture hydraulique le plus haut (61 mètres dans sa plus grande hauteur) d'Amérique latine des XVIIIe et XIXe siècles.